# Galanthus koenenianus
Galanthus koenenianus е представител на рода кокиче. За разлика от обикновеното кокиче и елвезиевото кокиче, Galanthus koenenianus не се среща в България.